# 59e cérémonie des Primetime Emmy Awards
La 59e cérémonie des Primetime Emmy Awards, organisée par l'Academy of Television Arts and Sciences et récompensant les séries télévisées diffusées au cours de la saison 2006-2007, s'est déroulée le 16 septembre 2007.

## Palmarès
| Catégorie                                         | Lauréat         | Série           | Chaine |
| ------------------------------------------------- | --------------- | --------------- | ------ |
| Outstanding Comedy Series                         | 30 Rock         | 30 Rock         | NBC    |
| Outstanding Casting For A Comedy Series           | Ugly Betty      | Ugly Betty      | ABC    |
| Outstanding Lead Actor In A Comedy Series         | Ricky Gervais   | Extras          |        |
| Outstanding Lead Actress In A Comedy Series       | America Ferrera | Ugly Betty      |        |
| Outstanding Supporting Actor In A Comedy Series   | Jeremy Piven    | Entourage       |        |
| Outstanding Supporting Actress In A Comedy Series | Jaime Pressly   | My Name Is Earl |        |
| Outstanding Guest Actor In A Comedy Series        | Stanley Tucci   | Monk            |        |
| Outstanding Guest Actress In A Comedy Series      | Elaine Stritch  | 30 Rock         |        |